# Картофель по-лионски
Картофель по-лионски (фр. Pommes de terre à la lyonnaise) — французское блюдо из обжаренного на сливочном или другом масле картофеля с тонко нарезанным луком и рубленой петрушкой. Своё название получило в честь французского города Лион.
Название «картофель по-лионски» зафиксировано по крайней мере с 1806 года в кулинарной энциклопедии «Le Cuisinier impérial» Андре Виара. Американская писательница, преподаватель и кулинарный эксперт Фанни Фармер включила два рецепта картофеля по-лионски в классический сборник — «Поваренную книгу Бостонской кулинарной школы» (1896). С годами появились новые вариации с использованием таких методов, как карамелизация для улучшения цвета и вкуса блюда.
Картофель перед конечной кулинарной обработкой можно обжарить в сыром виде или отварить до полуготовности. Для приготовления «картофеля а-ля Лион» характерно наличие гарнира из измельченного лука.